# Carrie Brown
Carrie Brown, alias Old Shakespeare (ur. 1834, zm. 24 kwietnia 1891 w Nowym Jorku) – amerykańska prostytutka zamordowana przez nieznanego sprawcę. Brown niekiedy jest postrzegana jako ofiara Kuby Rozpruwacza, mimo że zbrodnia miała miejsce w Nowym Jorku na terenie Stanów Zjednoczonych.

## Śmierć
Carrie Brown zastała znaleziona martwa w piątek 24 kwietnia 1891 w pokoju East River Hotel na Lower East Side w dzielnicy Manhattanu. Kobieta została uduszona, a jej ciało zmasakrowane (brak szczegółowych opisów okaleczeń). Według relacji prasowych oraz wyznań lekarza prowadzącego sekcję zwłok, miała wycięte jelita oraz liczne rany na całym ciele. Zabójstwo zostało szybko przez prasę powiązane ze sławnymi morderstwami z Whitechapel, nowojorska policja jednak wykluczyła ten związek.

## Podejrzany
Ponieważ morderstwo Brown stało się bardzo głośne, wywierana na policji presja na jak najszybsze złapanie sprawcy, była bardzo duża. Algierczyk o nazwisku Ameer Ben Ali został wkrótce aresztowany związku ze sprawą, jednak dowody przeciwko niemu były w dużej mierze poszlakowe. Opierały się głównie na twierdzeniu że znalezione niezidentyfikowane plamy krwi prowadziły z pokoju Brown do pomieszczenia w którym przebywał. Dziennikarze, którzy byli na miejscu zbrodni, twierdzili że w rzeczywistości nie było tam ów plam krwi.
3 lipca 1891 roku Ben Ali został uznany winnym morderstwa drugiego stopnia i skazany na dożywocie, pomimo zapewnień o niewinności.
Ali został zwolniony jedenaście lat później, gdy nowe dowody wykazały, że plamy krwi znalezione w jego pokoju mogły zostać rozrzucone przez śledczych.

## Ofiara Kuby Rozpruwacza?
Nie ma żadnych istotnych dowodów potwierdzających że Kuba Rozpruwacz był odpowiedzialny za zabójstwo Carrie Brown. Pisarz Philip Sugden stwierdził, że jeśli morderstwo zostało popełnione przez Kubę Rozpruwacza, jednym z możliwych winowajców może być Seweryn Kłosowski, podejrzany o bycie Kubą Rozpruwaczem, który przeniósł się z Londynu do USA w tym czasie.
Według pisarza Jamesa Tully’ego, mordercą Brown ma być James Kelly, również podejrzany o bycie Kubą Rozpruwaczem, który po zamordowaniu swojej żony został umieszczony w Broadmoor Hospital, uciekł z niego niedługo przed morderstwami Rozpruwacza. Prawdopodobnie wyemigrował do Nowego Jorku tuż po tym jak ustały morderstwa Rozpruwacza w Londynie.